# Progress MS-27
Progress MS-27 (ryska: Прогресс МС-27) eller som NASA kallar den, Progress 88 eller 88P, var en flygning av en rysk obemannad rymdfarkost för att leverera förnödenheter, syre, vatten och bränsle till Internationella rymdstationen (ISS). Den sköts upp med en Sojuz-2.1a-raket, från Kosmodromen i Bajkonur, den 30 maj 2024.
Två dagar senare dockade den med rymdstationens Pojsk modul.
Farkosten lämnade rymdstationen den 19 november 2024 och brann upp i jordens atmosfär några timar senare.

### Fotnoter
1. ↑  ”NASA Space Science Data Coordinated Archive” (på engelska). NASA. https://nssdc.gsfc.nasa.gov/nmc/spacecraft/display.action?id=2024-103A. Läst 4 augusti 2024.
2. 1 2  ”Russian space program in 2024” (på engelska). Anatoly Zak. 12 maj 2024. http://www.russianspaceweb.com/2024.html. Läst 12 maj 2024.